# Lotus 72
Lotus 72 — болід Формули-1, розроблений Коліном Чапменом і Морісом Філіпом з Lotus для сезону Формули-1 1970 року. Модель 72 була новаторською конструкцією з внутрішніми гальмами, радіаторами, встановленими збоку, у бічних подах (на відміну від радіаторів, встановлених на носі, які були звичайними з часів до Другої світової війни), і аеродинамічними крилами, що створюють притискну силу.

## Розробка
Загальна форма Lotus 72 була інноваційною, нагадуючи клин на колесах, який був натхненний попереднім газотурбінним автомобілем Lotus 56. Форма створена для кращого проникнення повітря та більшої швидкості. У паралельному тесті з Lotus 49 72 був швидшим на 12 миль/год з тим самим двигуном Cosworth.
Зусиллями Чапмена та Філіпа було створено один із найвидатніших та найуспішніших болідів в історії Формули-1. Взявши техніку компонування двигуна від Lotus 49 і додавши вдосконалену аеродинаміку, було створено болід, який випереджав своїх конкурентів на роки. Однак для початку потрібно було подолати проблеми з керуванням автомобіля через відсутність «відчуття» керуванням, що було спричинене геометрією підвіски, яка була розроблена, щоб запобігти значному прогину носа автомобіля під час гальмування та систему в задній частині боліда, що мала запобігати «присіданням» під час прискорення. Після того, як підвіску було модифіковано, більше не було серйозних проблем, окрім поломок передніх внутрішніх гальмівних валів. Автомобіль викликав сенсацію серед ЗМІ та фанатів і багато людей з нетерпінням чекали, щоб побачити неймовірний автомобіль у дії.
Всього було побудовано дев'ять шасі.

## Історія виступів

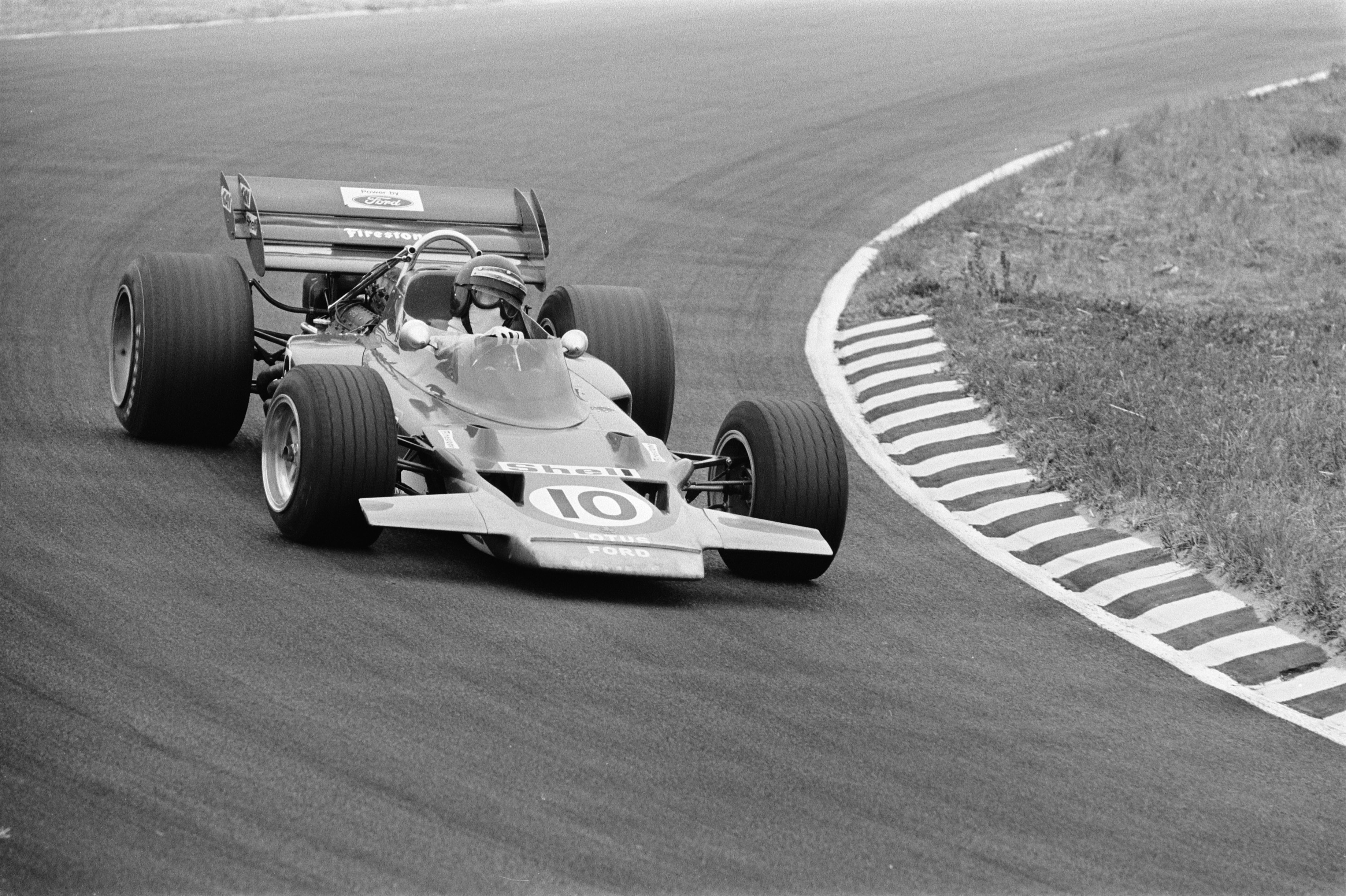
Йохен Ріндт за кермом 72 на Гран-прі Нідерландів 1970 року.

### 1970
Болід був представлений на Гран-прі Іспанії у квітні, в другій гонці сезону 1970 року, з Йохеном Ріндтом і Джоном Майлзом за кермом. 72 був знятий із змагань після Гран-прі Іспанії, через провальні результати. Згодом була проведена модифікації підвіски і болід повернувся для участі в Гран-Прі Нідерландів. Ріндт провів успішну серію гонок за кермом 72, вигравши Гран-прі Нідерландів, Франції, Великобританії та Німеччини. Ріндт впевнено йшов до завоювання титула чемпіона, але загинув в аварії під час кваліфікації на трасі в Монці. Він був за кермом Lotus 72 зі знятими крилами, коли передній гальмівний вал відмовив, і автомобіль на високій швидкості врізався в погано встановлений бар’єр безпеки. Його заміна Емерсон Фіттіпальді виграв гонку в Сполучених Штатах, що допомогло Ріндту стати єдиним посмертним чемпіоном Формули-1. Загальна кількість очок Ріндта та Фіттіпальді за сезон допомогла Lotus вчетверте перемогти в Кубку конструкторів.

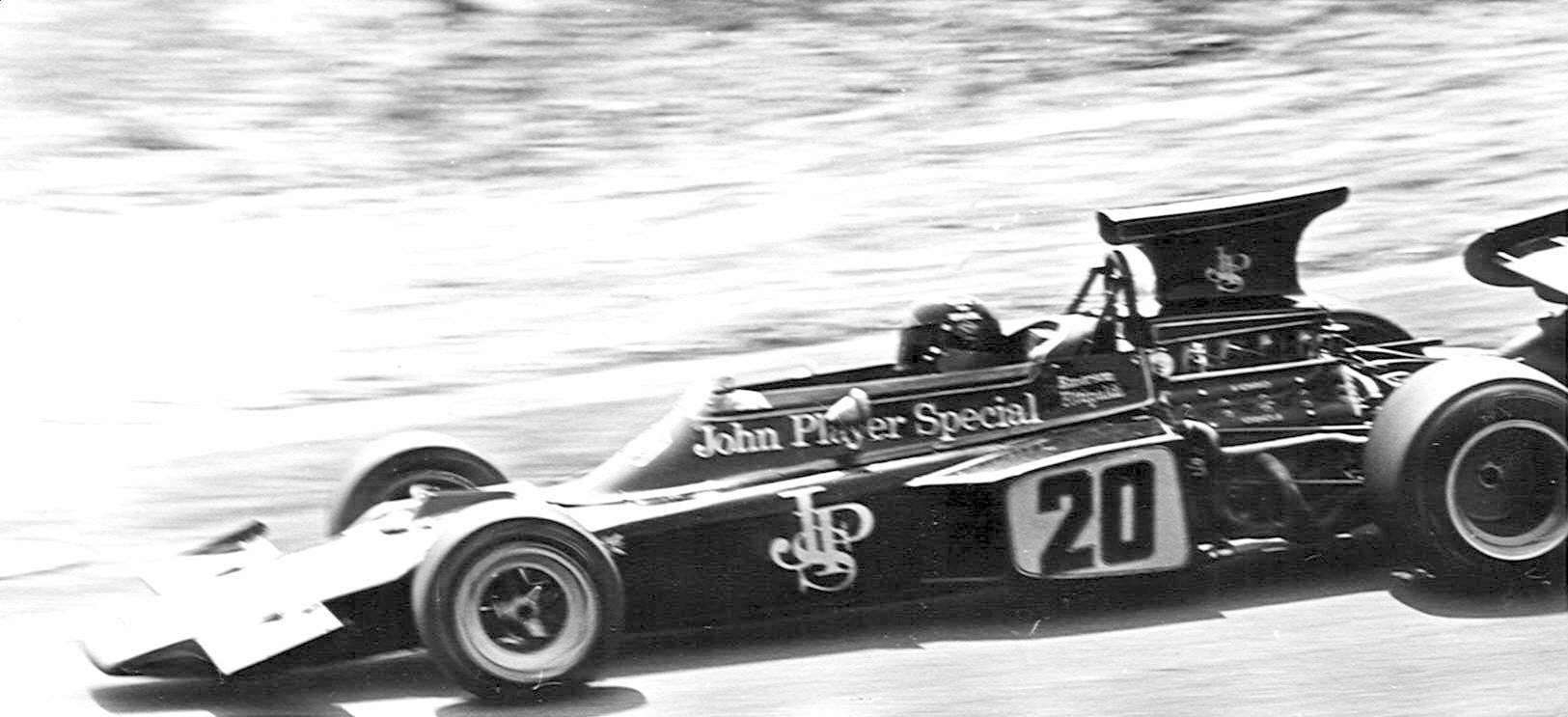
Фіттіпальді за кермом Lotus 72D на Гран-прі Австрії 1972 року.

### 1971–1972
Автомобіль був розроблявся протягом 1971 року Тоні Раддом, який раніше працював у BRM. Він працював над переробкою задньої підвіски та модифікації заднього антикрила, щоб збільшити притискну силу. Фіттіпальді мав труднощі протягом сезону, але досяг хороших результатів і посів пристойне шосте місце в чемпіонаті, тоді як наступний сезон став набагато кращим. Робота над поліпшенням боліда, проведена за лаштунками, допомогла йому стати наймолодшим чемпіоном в історії Формули-1 у 1972 році, здобувши п’ять перемог на Lotus 72, тоді як Lotus знову виграли Кубок конструкторів. Автомобіль тепер носив вражаючу схему чорного та золотого кольорів. Imperial Tobacco представила новий бренд і вирішила розширити рекламу та надати більше коштів Lotus як частину угоди. Спонсором Lotus стали сигарети John Player Special.

### 1973
У сезоні 1973 року були введені нові правила для підвищення безпеки болідів. Це включало обов’язкову деформуючу конструкцію, яка вбудовувалася в бічні частини автомобілів, що призвело до подальшого оновлення 72 інтегрованими бічними понтонами, більшим кузовом і новими кріпленнями для крил. У 1973 році до Фіттіпальді приєднався швед Ронні Петерсон. Петерсон був приємно вражений Lotus 72. У своєму першому сезоні з Lotus Петерсон виграв чотири гонки, тоді як Фіттіпальді виграв три, але декілька сходів з дистанції допомогли Джекі Стюарту вирвати чемпіонство в особистому заліку, хоча велика кількість очок, набрана їхніми двома пілотами допомогла Lotus зберегти першість серед конструкторів. Фіттіпальді перейшов у McLaren у 1974 році, чий болід, McLaren M23, був дуже схожим на 72.

### 1974
Петерсон став лідером команди, а Жакі Ікс приєднався до команди, щоб стати його партнером. 72 мав бути замінений на Lotus 76, який мав бути легшою та компактнішою версією 72, але технологія боліда виявилася надто амбітною і проект провалився. У сезоні 1974 року Lotus повернувся до застарілого 72. Подальше оновлення автомобіля, збільшення передньої та задньої колії зберегло автомобіль конкурентоспроможним. Петерсон виграв ще три гонки та боровся за чемпіонство в дуже напруженому сезоні, заручившись підтримкою Ікса, який показав хороші виступи та взяв кілька подіумів. 72 показав себе напрочуд добре для дизайну чотирирічної давнини, зайнявши четверте місце в Кубку конструкторів.

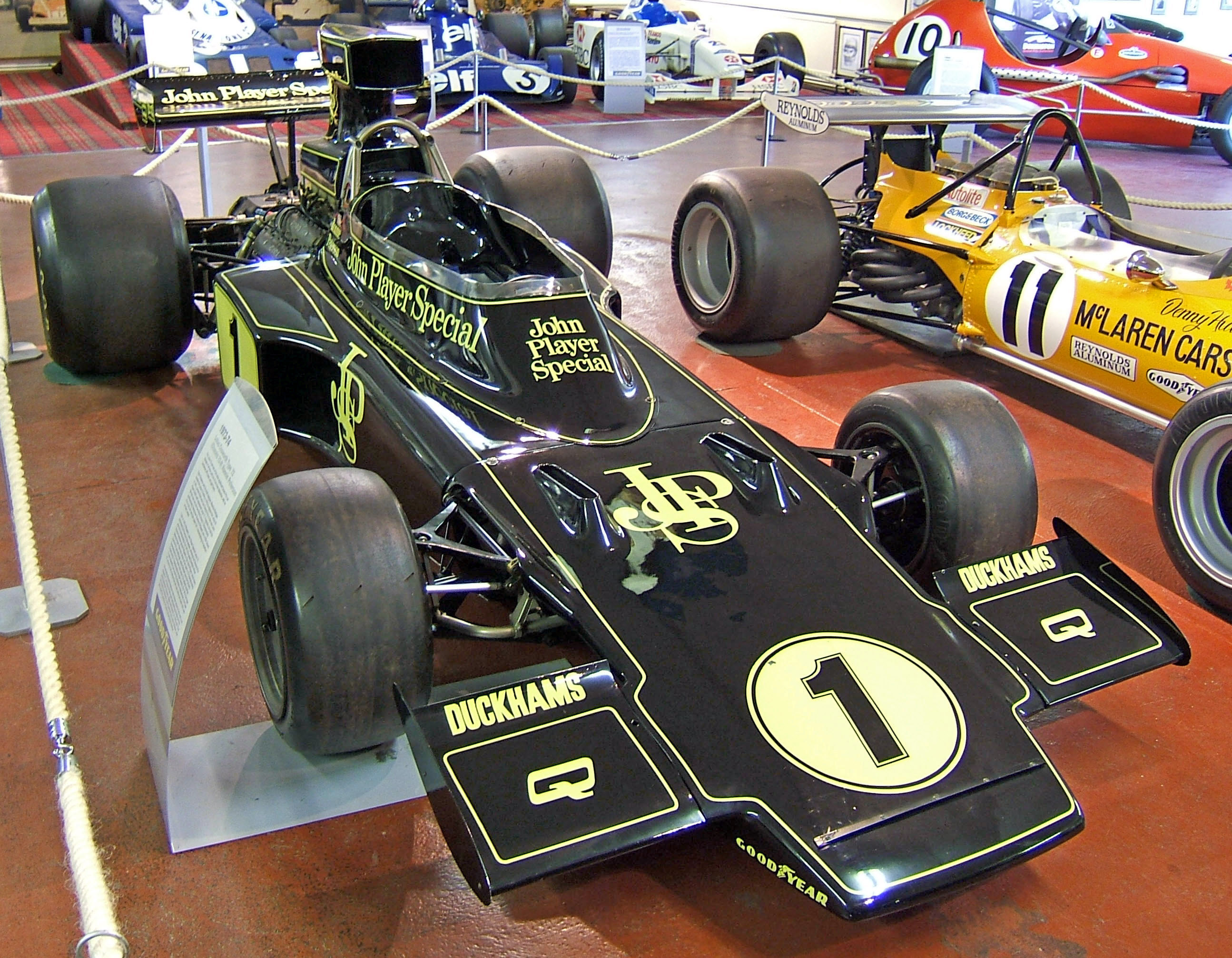
Lotus 72E, на якому виступав Ронні Петерсон.

### 1975
У 1975 році без заміни шасі 72 знову був прийнятий на озброєння. Наразі було очевидно, що автомобіль, навіть із подальшими модифікаціями, включаючи ширшу колію та перероблену підвіску, не може зрівнятися з новим Ferrari 312T, який здобув титул, або навіть з останнім Brabham BT44. Lotus змогли здобути лише 6-у позицію в Кубку конструкторів.
Після 20 перемог, двох чемпіонств серед пілотів і трьох Кубків конструкторів, 72 було знято з експлуатації на сезон 1976 року та замінено на Lotus 77. Результати здобуті за цей період зробили його одним із найуспішніших біолідів у Формулі-1.

## Результати виступів в Формулі-1
| Рік  | Шасі       | Учасник                       | Двигун            | Шини | Пілот               | 1    | 2    | 3    | 4    | 5    | 6    | 7    | 8    | 9    | 10   | 11   | 12   | 13   | 14   | 15   | Очки    | Місце |
| ---- | ---------- | ----------------------------- | ----------------- | ---- | ------------------- | ---- | ---- | ---- | ---- | ---- | ---- | ---- | ---- | ---- | ---- | ---- | ---- | ---- | ---- | ---- | ------- | ----- |
| 1970 | 72 72B 72C | Gold Leaf Team Lotus          | Ford Cosworth DFV | F    |                     | ПАР  | ІСП  | МОН  | БЕЛ  | НІД  | ФРА  | ВЕЛ  | НІМ  | АВТ  | ІТА  | КАН  | США  | МЕК  |      |      | 59      | 1     |
| 1970 | 72 72B 72C | Gold Leaf Team Lotus          | Ford Cosworth DFV | F    | Йохен Ріндт         |      | Схід |      |      | 1    | 1    | 1    | 1    | Схід | НС   |      |      |      |      |      | 59      | 1     |
| 1970 | 72 72B 72C | Gold Leaf Team Lotus          | Ford Cosworth DFV | F    | Джон Майлз          |      | НКВ  |      | Схід | 7    | 8    | Схід | Схід | Схід | НС   |      |      |      |      |      | 59      | 1     |
| 1970 | 72 72B 72C | Gold Leaf Team Lotus          | Ford Cosworth DFV | F    | Емерсон Фіттіпальді |      |      |      |      |      |      |      |      |      | НС   |      | 1    | Схід |      |      | 59      | 1     |
| 1970 | 72 72B 72C | Gold Leaf Team Lotus          | Ford Cosworth DFV | F    | Рейне Візель        |      |      |      |      |      |      |      |      |      |      |      | 3    | НКЛ  |      |      | 59      | 1     |
| 1970 | 72 72B 72C | Brooke Bond Oxo Racing        | Ford Cosworth DFV | F    | Грем Гілл           |      |      |      |      |      |      |      |      | НПР  | НС   | НКЛ  | Схід | Схід |      |      | 59      | 1     |
| 1970 | 72 72B 72C | World Wide Racing             | Ford Cosworth DFV | F    | Алекс Солер-Роїг    |      |      |      | НКВ  |      |      |      |      |      |      |      |      |      |      |      | 59      | 1     |
| 1971 | 72C 72D    | Gold Leaf Team Lotus          | Ford Cosworth DFV | F    |                     | ПАР  | ІСП  | МОН  | НІД  | ФРА  | ВЕЛ  | НІМ  | АВТ  | ІТА  | КАН  | США  |      |      |      |      | 21      | 5     |
| 1971 | 72C 72D    | Gold Leaf Team Lotus          | Ford Cosworth DFV | F    | Емерсон Фіттіпальді | Схід | Схід | 5    |      | 3    | 3    | Схід | 2    |      | 7    | НКЛ  |      |      |      |      | 21      | 5     |
| 1971 | 72C 72D    | Gold Leaf Team Lotus          | Ford Cosworth DFV | F    | Рейне Візель        | 4    | НКЛ  | Схід | ДСК  | 6    |      | 8    | 4    |      | 5    | Схід |      |      |      |      | 21      | 5     |
| 1971 | 72C 72D    | Gold Leaf Team Lotus          | Ford Cosworth DFV | F    | Дейв Чарльтон       |      |      |      | НС   |      | Схід |      |      |      |      |      |      |      |      |      | 21      | 5     |
| 1971 | 72C 72D    | Villiger Cigar Team           | Ford Cosworth DFV | F    | Герберт Мюллер      |      |      |      |      |      |      |      |      | НПР  |      |      |      |      |      |      | 21      | 5     |
| 1972 | 72D        | John Player Team Lotus        | Ford Cosworth DFV | F    |                     | АРГ  | ПАР  | ІСП  | МОН  | БЕЛ  | ФРА  | ВЕЛ  | НІМ  | АВТ  | ІТА  | КАН  | США  |      |      |      | 61      | 1     |
| 1972 | 72D        | John Player Team Lotus        | Ford Cosworth DFV | F    | Емерсон Фіттіпальді | Схід | 2    | 1    | 3    | 1    | 2    | 1    | Схід | 1    | 1    | 11   | Схід |      |      |      | 61      | 1     |
| 1972 | 72D        | John Player Team Lotus        | Ford Cosworth DFV | F    | Девід Вокер         | ДСК  | 10   | 9    | 14   | 14   | 18   | Схід | Схід | Схід |      |      | Схід |      |      |      | 61      | 1     |
| 1972 | 72D        | John Player Team Lotus        | Ford Cosworth DFV | F    | Тоні Тріммер        |      |      |      |      |      |      | НПР  |      |      |      |      |      |      |      |      | 61      | 1     |
| 1972 | 72D        | John Player Team Lotus        | Ford Cosworth DFV | F    | Рейне Візель        |      |      |      |      |      |      |      |      |      |      | Схід | 10   |      |      |      | 61      | 1     |
| 1972 | 72D        | Scribante Lucky Strike Racing | Ford Cosworth DFV | F    | Дейв Чарльтон       |      | Схід |      |      |      | НКВ  | Схід | Схід |      |      |      |      |      |      |      | 61      | 1     |
| 1973 | 72D 72E    | John Player Team Lotus        | Ford Cosworth DFV | G    |                     | АРГ  | БРА  | ПАР  | ІСП  | БЕЛ  | МОН  | ШВЦ  | ФРА  | ВЕЛ  | НІД  | НІМ  | АВТ  | ІТА  | КАН  | США  | 92 (96) | 1     |
| 1973 | 72D 72E    | John Player Team Lotus        | Ford Cosworth DFV | G    | Емерсон Фіттіпальді | 1    | 1    | 3    | 1    | 3    | 2    | 12   | Схід | Схід | Схід | 6    | Схід | 2    | 2    | 6    | 92 (96) | 1     |
| 1973 | 72D 72E    | John Player Team Lotus        | Ford Cosworth DFV | G    | Ронні Петерсон      | Схід | Схід | 11   | Схід | Схід | 3    | 2    | 1    | 2    | 11   | Схід | 1    | 1    | Схід | 1    | 92 (96) | 1     |
| 1973 | 72D 72E    | Scribante Lucky Strike Racing | Ford Cosworth DFV | G    | Дейв Чарльтон       |      |      | Схід |      |      |      |      |      |      |      |      |      |      |      |      | 92 (96) | 1     |
| 1974 | 72E        | John Player Team Lotus        | Ford Cosworth DFV | G    |                     | АРГ  | БРА  | ПАР  | ІСП  | БЕЛ  | МОН  | ШВЦ  | НІД  | ФРА  | ВЕЛ  | НІМ  | АВТ  | ІТА  | КАН  | США  | 42      | 4     |
| 1974 | 72E        | John Player Team Lotus        | Ford Cosworth DFV | G    | Ронні Петерсон      | 13   | 6    |      |      |      | 1    | Схід | 8    | 1    | 10   |      | Схід | 1    | 3    | Схід | 42      | 4     |
| 1974 | 72E        | John Player Team Lotus        | Ford Cosworth DFV | G    | Жакі Ікс            | Схід | 3    |      |      |      | Схід | Схід | 11   | 5    | 3    | 5    |      |      | 13   | Схід | 42      | 4     |
| 1974 | 72E        | Team Gunston                  | Ford Cosworth DFV | F    | Педді Драйвер       |      |      | Схід |      |      |      |      |      |      |      |      |      |      |      |      | 42      | 4     |
| 1974 | 72E        | Team Gunston                  | Ford Cosworth DFV | F    | Ян Шектер           |      |      | 13   |      |      |      |      |      |      |      |      |      |      |      |      | 42      | 4     |
| 1974 | 72E        | Scribante Lucky Strike Racing | Ford Cosworth DFV | G    | Джон Макнікол       |      |      | НПР  |      |      |      |      |      |      |      |      |      |      |      |      | 42      | 4     |
| 1975 | 72E 72F    | John Player Team Lotus        | Ford Cosworth DFV | G    |                     | АРГ  | БРА  | ПАР  | ІСП  | МОН  | БЕЛ  | ШВЦ  | НІД  | ФРА  | ВЕЛ  | НІМ  | АВТ  | ІТА  | США  |      | 9       | 7     |
| 1975 | 72E 72F    | John Player Team Lotus        | Ford Cosworth DFV | G    | Ронні Петерсон      | Схід | 15   | 10   | Схід | 4    | Схід | 9    | 15   | 10   | Схід | Схід | 5    | Схід | 5    |      | 9       | 7     |
| 1975 | 72E 72F    | John Player Team Lotus        | Ford Cosworth DFV | G    | Жакі Ікс            | 8    | 9    | 12   | 2    | 8    | Схід | 15   | Схід | Схід |      |      |      |      |      |      | 9       | 7     |
| 1975 | 72E 72F    | John Player Team Lotus        | Ford Cosworth DFV | G    | Джим Кроуфорд       |      |      |      |      |      |      |      |      |      | Схід |      |      | 13   |      |      | 9       | 7     |
| 1975 | 72E 72F    | John Player Team Lotus        | Ford Cosworth DFV | G    | Браян Гентон        |      |      |      |      |      |      |      |      |      | 16   |      | НС   |      | НКЛ  |      | 9       | 7     |
| 1975 | 72E 72F    | John Player Team Lotus        | Ford Cosworth DFV | G    | Джон Вотсон         |      |      |      |      |      |      |      |      |      |      | Схід |      |      |      |      | 9       | 7     |
| 1975 | 72E 72F    | Team Gunston                  | Ford Cosworth DFV | G    | Ґай Танмер          |      |      | 11   |      |      |      |      |      |      |      |      |      |      |      |      | 9       | 7     |
| 1975 | 72E 72F    | Team Gunston                  | Ford Cosworth DFV | G    | Едді Кейзан         |      |      | 13   |      |      |      |      |      |      |      |      |      |      |      |      | 9       | 7     |

1. ↑  Включає 14 очок здобутих з Lotus 49.
2. ↑  Включає 3 очки здобутих з Lotus 76.